# Перелогова система землеробства
Перелогова система землеробства (перелі́г) — примітивна система землеробства, при якій поле після зняття декількох врожаїв залишалося як пар без обробки на 8—15 років. Родючість ґрунту на перелогових землях відновлювалася під впливом природної рослинності.
Перелогами називали «заросле травою поле, що свідомо не обробляється кілька років для відновлення родючості ґрунту», або «земля, що ніколи не оброблялась; цілина». На перелогах розвиваються спершу одно- і дворічні рослини, далі — багаторічні — лугові та степові.

## Історія
Була притаманна землеробству давніх слов'ян, в основному в лісостеповій зоні.
Перелогова система була розвитком обліжної (облогової), при якій залишали цілинну землю після кількох років її використання і потім вже не використовували.
Суть заліжної системи полягала в тому, що під посіви використовували ґрунти, які раніше ніколи не оброблялися. Такі ґрунти мали сприятливі фізичні властивості, високий вміст органічних речовин, були чистими від бур'янів і забезпечували високі врожаї. Але з часом забур'яненість зростала, фізичні властивості ґрунту погіршувалися, знижувалася його родючість, що призводило до зменшення врожайності культур. Коли врожайність зменшувалася настільки, що вже не окуповувались витрати праці, використаний земельний масив залишали і починали вирощувати культури на нових ділянках. У північних лісових районах замість заліжної системи була поширена підсічно-вогнева (вирубна), при якій культури вирощували на площах після вирубки або спалювання лісу.
В період древньої Русі виникло трипілля, яке стало основною формою обробітку землі, хоча продовжували застосовуватися переліг та двопілля.